# Klara Bühl
Klara Gabriele Bühl (Haßfurt, 7 de dezembro de 2000) é uma futebolista alemã que atua como atacante. Atualmente joga pelo Bayern de Munique.

## Vida pessoal
Bühl gosta de fazer crochê nas horas vagas. Para a Copa do Mundo de 2023, ela criou o mascote do time, um coala vestido com um suéter branco com a bandeira alemã. Em pouco tempo, o coala de crochê, chamado Waru, se tornou muito popular entre os fãs. Após o torneio, ela doou o mascote ao Museu Alemão do Futebol em Dortmund. Para as Olimpíadas de Verão em Paris, ela fez um novo mascote de crochê, uma lontra chamada Ottienne. Bühl está concluindo um curso de ensino à distância em gestão de mídia na IU International University.

## Carreira
Bühl jogou pela primeira vez em vários times masculinos do SpVgg Untermünstertal antes de se mudar para o departamento juvenil do clube da Bundesliga SC Freiburg no verão de 2013. Da temporada 2014-15 em diante, ela competiu com os B-Juniors na Bundesliga Sul e chegou às semifinais do Campeonato Alemão com o time de 2016. Lá, ela marcou todos os três gols do Freiburg na vitória por 3 a 2 na segunda partida contra o FSV Gütersloh, mas o time perdeu a final após uma derrota por 2 a 0 na primeira partida. Para a temporada 2016-17, Bühl subiu cedo para o time feminino de Freiburg e fez sua estreia em 11 de setembro de 2016 (2ª rodada) na vitória por 5 a 0 no jogo em casa contra o MSV Duisburg como substituta de Lena Petermann na Bundesliga. Depois de ter sido substituída principalmente em 2016-17, ela jogou regularmente no onze inicial do Freiburg em 2017-18 e marcou seus três primeiros gols na Bundesliga na vitória por 7-0 no jogo fora de casa contra o 1. FC Köln em 1º de outubro de 2017 (4ª rodada) com os gols de 3-0, 4-0 e 5-0.
Foi anunciado em abril de 2020 que ela assinaria com o Bayern de Munique. No ano seguinte, ela assinou uma extensão de contrato que a manteria no clube até 2025. Na temporada 2021-22, Bühl foi a segunda maior artilheira do Bayern, com 13 gols em todas as competições.
Em dezembro de 2018, ela foi nomeada pela treinadora nacional Martina Voss-Tecklenburg para a seleção principal para o acampamento de treinamento de inverno em Marbella de 14 a 21 de janeiro de 2019 pela primeira vez. Em 28 de fevereiro de 2019, ela foi substituída por Verena Schweers no minuto 90 em uma partida de teste contra a França, completando assim seu primeiro jogo pela seleção principal. Para a Copa do Mundo de 2019, ela foi chamada para a seleção alemã por Voss-Tecklenburg. Para a Euro 2022 na Inglaterra, ela foi convocada para o time pela técnica nacional Martina Voss-Tecklenburg. Ela começou os quatro primeiros jogos das finais. Nas semifinais e finais, ela não pôde ser usada devido ao teste positivo para COVID-19. Na final, a Alemanha perdeu para a Inglaterra e terminou como vice-campeã. Após o torneio, Bühl foi eleita para o "Eleven do Torneio" pela comissão técnica da UEFA.

## Títulos
Bayern München
- Bundesliga: 2020–21, 2022–23, 2023–24
- DFB-Supercup: 2024

Alemanha
- Jogos Olímpicos: 2024 (medalha de bronze)